# 李澤藩美術館
李澤藩美術館為新竹市的一座私人美術館，主要收藏與展示李澤藩的畫作。
該美術館成立於1994年8月6日，其建築物是由李澤藩家屬於其故居改建而成，並成立財團法人李澤藩藝術教育基金會進行管理。由於基金會長年接受李澤藩家屬與學生的捐款，以及針對李澤藩的畫作進行研究、建檔與數位化工作，因此該美術館以「不賣畫不募款」之特色進行經營工作。
該美術館的其中一個主要特色，在於展示李澤藩生前所使用的畫室原貌，以及展示其日記、書信以及生前所用的畫具和器物。

## 外部連結
- 李澤藩美術館 （页面存档备份，存于）